# Хенри Филдинг
Хенри Филдинг (на английски: Henry Fielding, Шарпхам, 22 април 1707 г. – Лисабон, 8 октомври 1754 г.) е английски писател, новелист и драматург, известен с богатия си хумор и сатира, както и с романите си „Историята на Том Джоунс“ и „История за пътешествията на Джозеф Андрюс и неговият приятел господин Абрахам Адамс“.
Освен литературните си постижения, той заема важно място в историята на правоприлагащите органи, като основава (заедно с брат си Джон), първият полицейски орган в Лондон – Боу Стрийт рънърс, като ползва правомощията си на магистрат. По-малката му сестра, Сара, също става известен писател.

## Основни произведения
- The Masquerade – поема (Първата публикация на Филдинг)
- Love in Several Masques – пиеса, 1728
- Rape upon Rape – пиеса, 1730.
- The Temple Beau – пиеса, 1730
- The Author’s Farce – пиеса, 1730
- The Letter Writers – пиеса, 1731
- The Tragedy of Tragedies; or, The Life and Death of Tom Thumb – пиеса, 1731
- Grub-Street Opera – пиеса, 1731
- The Modern Husband – пиеса, 1732
- The Lotterry – пиеса, 1732
- The Covent Garden Tragedy – пиеса, 1732
- The Miser – пиеса, 1732
- The Intriguing Chambermaid’7 – пиеса, 1734
- Pasquin – пиеса, 1736
- Eurydice Hiss’d – пиеса, 1737
- The Historical Register for the Year 1736 – пиеса, 1737
- An Apology for the Life of Mrs. Shamela Andrews – роман, 1741
- The History of the Adventures of Joseph Andrews and his Friend, Mr. Abraham Abrams – роман, 1742
- The Life and Death of Jonathan Wild, the Great – роман, 1743
- Miscellanies – сборник със съчинения, 1743, съдържа поемата Part of Juvenal’s Sixth Satire, Modernized in Burlesque Verse
- The Female Husband or the Surprising History of Mrs Mary alias Mr George Hamilton, who was convicted of having married a young woman of Wells and lived with her as her husband, taken from her own mouth since her confinement – памфлет, 1746
- The History of Tom Jones, a Foundling – роман, 1749
- A Journey from this World to the Next – 1749
- Amelia – роман, 1751
- The Covent Garden Journal – списание, 1752
- Journal of a Voyage to Lisbon – разкази за пътешествия, 1755
- The Fathers: Or, the Good-Natur’d Man – пиеса, 1778